# Rodovia Anhanguera
La Rodovia Anhanguera (en español: Autopista Anhanguera o Carretera Anhanguera) es una autopista del Estado de São Paulo, oficialmente llamada SP-330. Es parte de la BR-050 , que conecta Brasilia con Santos.
La carretera Anhanguera conecta la ciudad de São Paulo a la región noreste del estado, pasando por importantes ciudades industriales y regiones agrícolas. Es una de las más importantes carreteras de Brasil y una de las más activas. Conocida por tener un tráfico pesado, especialmente de camiones. Es considerada junto con la Rodovia dos Bandeirantes y la Rodovia Washington Luís, el mayor corredor financiero del país, desde que llegó a algunas de las más ricas zonas metropolitanas en el estado de São Paulo, cómo São Paulo, Campinas y Ribeirão Preto.

Sistema de carreteras en Brasil, con autovías resaltado en rojo.

## Historia
La primera mención de la carretera que se convertiría en la actual Autopista Anhanguera fue alrededor del 1720 cuando una carta del teniente José Peixoto da Silva Braga, enviada al cura Diogo Soares, la cual estaba indicado el guion que el teniente siguió con el grupo oficial de Bartolomeu Bueno da Silva (conocido por el ápodo Anhanguera), un famoso bandeirante. Este había dejado el pueblo de São Paulo con una tropa de 152 hombres armados, acompañados por dos religiosos y con 39 caballos, con el objetivo de explorar el interior de Brasil y buscar piedras preciosas. Entre Sao Paulo y Campinas, el cruce se hizo en cinco días, siendo cuatro de ellos en medio al bosque, hasta que llegaron al río Mogi-Guaçu. Un camino de tierra se creó por donde pasaron, y después fue alargado para regiones más al norte (llamado años después de "Camino de los Goyazes"), llegando al actual Estado de Goiás, siendo en aquella época muy útil a los arrieros y viajeros que exploraron el interior, buscando piedras preciosas y llevando mercancías.
En el 1916, la construcción de un nuevo camino entre São Paulo, Jundiaí y Campinas fue empezado, basado en el antiguo camino de Anhanguera. Con un personal de 84 prisioneros que construyeron 32 km de carretera.
En el 1920, Washington Luis, presidente del Estado de São Paulo, decidió acelerar el trabajo de São Paulo hasta Jundiaí y su extensión hasta Campinas. Él autorizó la contratación de empleados, los cuales sustituyeron a los prisioneros. Fue la primera carretera planificada y ejecutada específicamente a los vehículos de motor. En el año 1920, se comenzó a construir el tramo de Campinas hasta Ribeirao Preto.
En el 1948, con el segundo gobierno del gobernador Adhemar de Barros, una nueva carretera fue construida, con una ruta diferente, y con una via asfaltada, la cual unía São Paulo y Jundiaí, y después, llegaba  hasta Campinas. En el 1953, fue construida la segunda via de la carretera, convirtiéndose en la primera carretera asfaltada y con vías duplicadas de Brasil. Nueve años más tarde, comenzó la construcción de nuevos accesos y pavimentación de la trama hasta Campinas. En marzo del 1976, el DERSA (empresa de desarrollo de carreteras) asumió el control de la trama entre el kilómetro 10 hasta el kilómetro 110.
Anhanguera fue el nombre dado por los indios para el famoso bandeirante del siglo XVI, Bartolomeu Bueno da Silva. Su hijo, también con nombre de Bartolomeu Bueno da Silva, ganó el mismo ápodo de su padre, siendo conocido como Anhanguera, el hijo. Hay una leyenda que cuenta que Bartolomeu Bueno da Silva, el padre, impresionó a los indios cuando puso fuego a un barril lleno de cachaça (una bebida alcohólica brasileña) y amenazó hacer lo mismo con los ríos y lagos de las tierras indígenas. Anhanguera en el idioma indígena tupi (añã'gwea) significa "diablo viejo".

## La Autopista
La Autopista Anhanguera se inicia en el kilómetro 10, en la calle Monte Pascal, en el barrio de Lapa en São Paulo, y termina en el kilómetro 453, en Igarapava, en la puente sobre el Río Grande, frontera con el estado de Minas Gerais. También se llama SP-330 (el código oficial de la autopista).
Con 442 km, es la tercera autopista más larga del Estado de São Paulo. Con doble carril, posee un tráfico intenso entre São Paulo y Limeira. Tiene acceso muchas otras autopistas, cómo a la autopista Washington Luís, la cual lleva hasta São Carlos, Araraquara, Catanduva y Sao José do Rio Preto. Hay estaciones de peaje, estaciones de la Policía de Carreteras, estaciones de apoyo y ayuda a los usuarios de la autopista y muchas estaciones de servicios para autos y camiones.
Además de los servicios, fue invertido también en el control y en la seguridad mediante la instalación de teléfonos de emergencia a lo largo de la autopista, los cables de fibra óptica para la comunicación, internet, cámaras de vigilancia del tráfico. Hay equipos disponibles para proporcionar asistencia, incluyendo elevadores mecánicos y servicios de primeros auxilios con ambulancias.

## Ciudades
La Autopista Anhanguera pasa por los siguientes municipios:
São Paulo (kilómetros iniciales); Osasco; Cajamar; Jundiaí; Louveira; Vinhedo; Valinhos; Campinas; Sumaré; Nova Odessa; Americana; Limeira; Araras; Cordeirópolis; Leme; Santa Cruz da Conceição (medio rural); Pirassununga; Porto Ferreira; Santa Rita do Passa Quatro (medio rural); Luiz Antônio (medio rural); São Simão (medio rural); Cravinhos; Ribeirão Preto; Jardinópolis (medio rural); Sales Oliveira (medio rural); Orlândia; São Joaquim da Barra; Guará; Ituverava; Buritizal (medio rural); Aramina; Igarapava.

## Administración y Concesionarios
La carretera está actualmente gestionada por cuatro empresas privadas y, por lo tanto, posee peajes en toda su extensión.